# Matyáš Kopecký
Matyáš Kopecký (Rotterdam, 19 gennaio 2003) è un ciclista su strada e ciclocrossista ceco che corre per il Team Novo Nordisk.

## Biografia
È il fratello minore di Tomáš Kopecký.

## Palmarès

### Cross
- 2019-2020

Spišská Sobota, Junior (Poprad)

### Strada
- 2021 (Juniores, una vittoria)

Campionati cechi, Prova in linea Junior

#### Altri successi
- 2025 (Team Novo Nordisk)

Classifica giovani Région Pays de la Loire Tour
Classifica giovani Tour of Estonia
Classifica giovani Kreiz Breizh Elites

## Piazzamenti

### Competizioni mondiali
- Campionati del mondo di ciclocross

Dübendorf 2020 - Junior: 27º
Hoogerheide 2023 - Under-23: 30º
- Campionati del mondo su strada

Fiandre 2021 - Cronometro Junior: 32º
Fiandre 2021 - In linea Junior: 18º
Zurigo 2024 - In linea Under-23: 50º

### Competizioni continentali
- Campionati europei di ciclocross

Silvelle 2019 - Junior: 22º
- Campionati europei su strada

Trento 2021 - Cronometro Junior: 22º
Trento 2021 - In linea Junior: ritirato
Drenthe 2023 - In linea Under-23: 5º
Limburgo 2024 - In linea Under-23: 10º